# Дунай-Ключ
Дуна́й-Ключ — посёлок в Беловском районе Кемеровской области. Входит в состав Менчерепского сельского поселения.

## География
Центральная часть населённого пункта расположена на высоте 226 м над уровнем моря.

## Население
| 2010 |
| ---- |
| 288  |

### Половой состав
По данным Всероссийской переписи населения 2010 года, в посёлке Дунай-Ключ проживало 288 человек (141 мужчина, 147 женщин).